# Саяно-Шушенська ГЕС

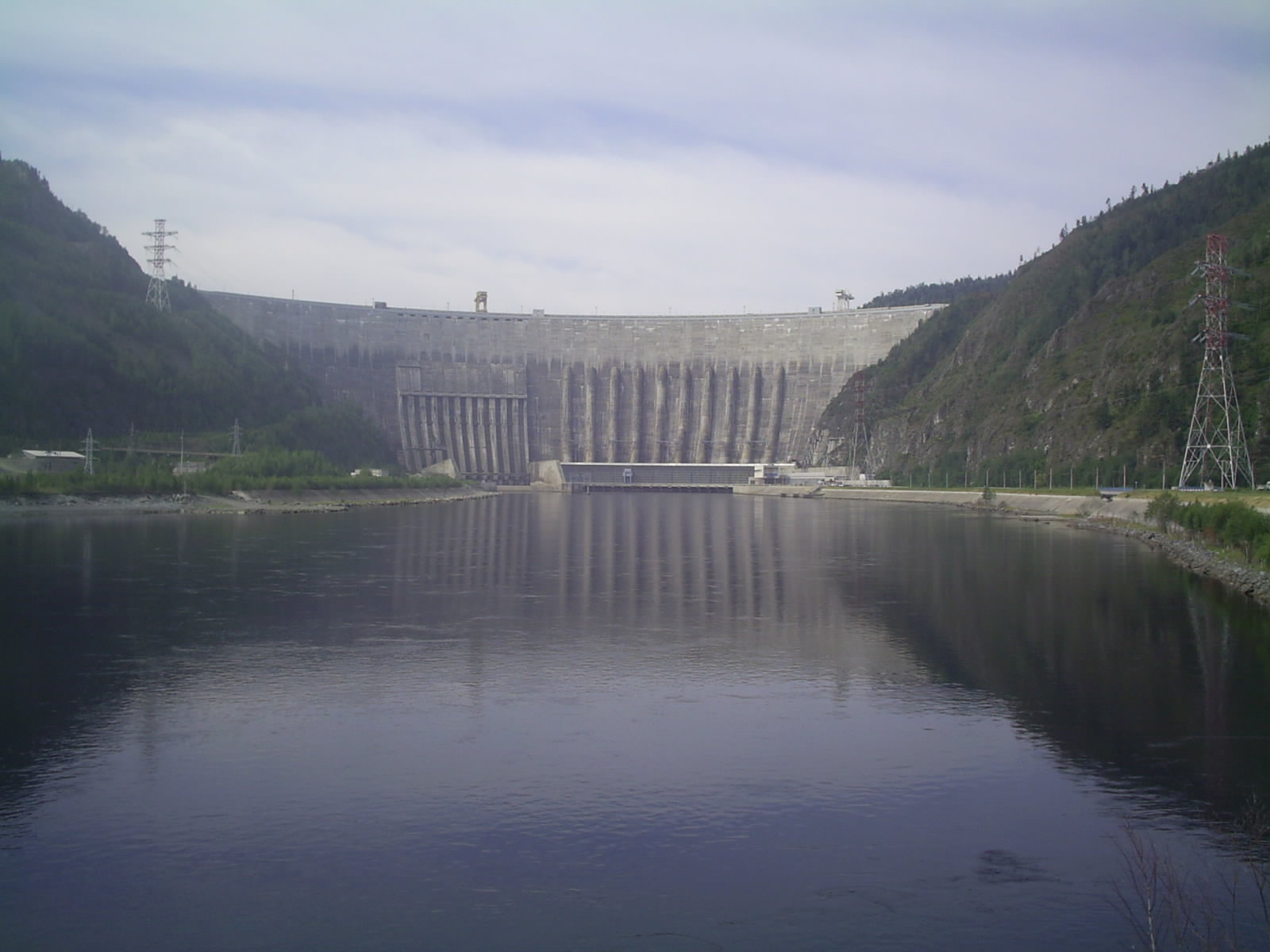

Саяно-Шушенський гідроенергетичний комплекс розташований на річці Єнісей на південному-сході республіки Хакасія в Саянському каньйоні — на виході річки в Мінусінську котловину. Комплекс має у своєму складі Саяно-Шушенську ГЕС і розташований нижче за течією контррегулюючий Майнський гідровузол.
Електростанція носить ім'я свого першого директора українця Петра Степановича Непорожнього. У 2009 році українці урочисто відкрили на станції меморіальну дошку П. Непорожньому.

## Історія та огляд
Саяно-Шушенська ГЕС є верхньою в каскаді єнісейських гідроелектростанцій, найбільшою в Росії й однією з найбільших у світі: встановлена потужність — 6,4 млн кВт і в середньому за рік генерує 22,8 млрд кВт·год електроенергії.
Проєкт Саяно-Шушенської ГЕС розробило Ленінградське відділення Інституту «Гідропроект». Будівельні роботи почалися в 1963 році. Перший гідроагрегат прийняв промислове навантаження в грудні 1978 року, десятий — в 1985-му.
Саянську ГЕС будувала молодь. Комсомольська організація на будівництві виникла в 1963 році, а в 1967 році ЦК ВЛКСМ оголосив будівництво Всесоюзним ударним комсомольським. Влітку 1979 року в зведенні найбільшої ГЕС брали участь студентські будівельні загони загальною чисельністю 1700 осіб, в 1980 році — понад 1300 осіб з усіх кінців СРСР. До того часу на будівництві сформувалися вже 69 власних комсомольско-молодіжних колективів, 15 з них — іменні.
Найбільші виробничі об'єднання СРСР створювали для гідростанції нове надпотужне обладнання. Так, все унікальне обладнання СШ ГЕС було виготовлено вітчизняними заводами: гідротурбіни — виробничим об'єднанням турбобудування «Ленінградський металевий завод», гідрогенератори — Ленінградським електротехнічним виробничим об'єднанням «Электросила», трансформатори — виробничим об'єднанням «Запоріжтрансформатор».
Робочі колеса турбін були доставлені до верхів'я Єнісею водним шляхом довжиною майже десять тисяч кілометрів, через Північний Льодовитий океан. Завдяки оригінальному технічному рішенню — встановленню на перших двох турбінах тимчасових робочих коліс, здатних працювати при проміжних напорах води — з'явилася можливість до закінчення будівельно-монтажних робіт почати експлуатацію першої черги станції.
Виробивши до 1986 року 80 млрд кВт·год, споруда в Саянах повністю повернула державі витрати, які пішли на її будівництво.
У 2002 році станції присвоєно ім'я українця Петра Степановича Непорожнього, міністра енергетики і електрифікації СРСР (1965—1985).
Гребля Саяно-Шушенської ГЕС — найвища з побудованих в Росії. Напірний фронт ГЕС утворює унікальна бетонна арково-гравітаційна гребля висотою 242 м, довжиною по гребеню 1074,4 м, шириною по основі 105,7 м і по гребеню — 25 м. Водоскидна частина греблі з 11 отворами шириною по 5 м розрахована на пропуск 13 600 м³/с води. Середньобагаторічний стік води в створ споруд — 46,7 км³.
У 2009 році в силу кліматичних особливостей ці показники були перевищені приблизно на 10 відсотків.
Площа водозбору басейну річки, що забезпечує приплив до створу ГЕС, становить 179 900 км². Середньобагаторічний стік у створ — 46,7 км³. Площа водосховища становить 621 км², повна місткість водосховища — 31,3 км³, у тому числі корисна — 15,3 км³.
У районі водосховища розташований Саяно-Шушенський біосферний заповідник.
Комплекс ГЕС включає в себе також Майнський гідровузол, який розташований нижче за течією Єнісею за 21,5 км від Саяно-Шушенської ГЕС. Його основна задача — контррегулювання її нижнього б'єфа (частина водоймища, що примикає до водопідпорної споруди), що дозволяє сильно згладжувати коливання рівня в річці, коли Саяно-Шушенська ГЕС веде глибоке регулювання навантаження в енергосистемі.
Установлена потужність Майнської ГЕС — 321 тисяча кВт, річне виробництво електроенергії — 1,7 млрд кВт·год.
З 2005 року Саяно-Шушенська ГЕС імені П. С. Непорожнього є філією ВАТ «РусГідро».
На ГЕС реалізується велика програма з модернізації станції, що торкаються електротехнічного обладнання. З 2011 року планується почати поступову заміну робочих коліс гідроагрегатів, конструкція яких виявилася не дуже вдалою.
Один з основних регіональних споживачів електроенергії СШ ГЕС — Саяногорський алюмінієвий завод (Русал).

## Аварія 2009 року
17 серпня 2009 року близько восьмої ранку за місцевим часом на Саяно-Шушенській гідроелектростанції сталася аварія, в результаті якої загинуло 77 осіб, 17 осіб вдалося врятувати. Був повністю зруйнований другий гідроагрегат ГЕС і частково зруйнований машинний зал. Крім того, сильні пошкодження зазнали сьомий і дев'ятий гідроагрегати. Всього ГЕС складається з 10 гідроагрегатів, які перетворюють кінетичну енергію потоку води в електроенергію. У результаті станція була зупинена, затоплена і зруйнована будівля машинного залу. Приміщення, зруйноване внаслідок аварії, є одним з ключових на всій ГЕС.
Після аварії в річку вилилося до 40 тонн трансформаторного мастила й утворилася мастильна пляма завдовжки десятки кілометрів, зафіксована загибель сотень тонн риби.
Аварія серйозно позначилася на роботі багатьох підприємств, що одержують електроенергію від ГЕС. Зокрема були відключені Саянський і Хакаський алюмінієві заводи, знижене навантаження на Красноярський алюмінієвий завод, Кузнецький завод феросплавів і Новокузнецький алюмінієвий завод. На Алтаї було зупинено шість заводів. З обмеженням подачі електроенергії зіткнулася низка кузбасівських вугільних шахт. Крім того, віялові відключення електроенергії почали енергетики Томська, причому це торкнулося як підприємств, так і житлових будинків. Енергопостачання Хакасії, Алтайського краю і Кемеровської області було вирішено обмежити.
За оцінками фахівців, на відновлення роботи ГЕС піде кілька місяців, але повне відновлення зруйнованих гідроагрегатів може зайняти роки і коштуватиме десятки мільярдів рублів.
Після аварії тисячі мешканців Красноярського краю і Хакасії звернулися з проханням до російського керівництва негайно закрити Саяно-Шушенську ГЕС через загрозу руйнування дамби. У них, зокрема, викликає побоювання водобійний колодязь — він і раніше руйнувався, а зараз ще і прийняв підвищене навантаження.
Першим після аварії 24 лютого 2010 був включений в мережу під навантаження гідроагрегат № 6. 22 березня 2010 запущений ще 5-й гідроагрегат.
У грудні 2014 року Саяногорський міський суд в Хакасії виніс вирок фігурантам кримінальної справи про аварію на Саяно-Шушенській ГЕС у серпні 2009 року. Четверо фігурантів засуджені до реального терміну, двоє — умовного, один амністований. Колишній директор філії ВАТ «РусГідро» — «Саяно-Шушенська ГЕС імені П. С. Непорожнього» Микола Неволько і колишній головний інженер станції Андрій Митрофанов рішенням суду засуджені до шести років колонії загального режиму кожен. Колишній заступник головного інженера станції Євгеній Шерварлі отримав 5,5 року, колишній заступник головного інженера станції Геннадій Никитенко — 5 років 9 місяців.

## Виноски
1. ↑  Архівована копія. Архів оригіналу за 26 серпня 2009. Процитовано 24 серпня 2009.{{cite web}}:  Обслуговування CS1: Сторінки з текстом «archived copy» як значення параметру title (посилання)
2. ↑  Ремонт Саяно-Шушенської ГЕС обійдеться у 10 млрд руб
3. ↑  На відновлення Саяно-Шушенської ГЕС потрібно не менше 40 мільярдів рублів. Архів оригіналу за 16 листопада 2011. Процитовано 19 серпня 2009.
4. ↑  Закрытия Саяно-Шушенской ГЭС требуют от властей 2 тыс. жителей
5. ↑  На Саяно-Шушенской ГЭС запустили еще один гидроагрегат. Архів оригіналу за 25 березня 2010. Процитовано 22 березня 2010.
6. ↑  Экс-руководители Саяно-Шушенской ГЭС получили по шесть лет колонии